# Ulla Waldhuber
Ulla Waldhuber (* 25. September 1989 in Rottenmann) ist eine österreichische Biathletin.
Ulla Waldhuber wohnt in Aigen und startet für den ATV Irdning-Aigen. Sie wiegt bei einer Körpergröße von 1,75 m groß ungefähr 63 kg. Ihre ersten Erfolge hatte sie noch als Jugendliche im Alpencup 2006, als sie mehrfach in die Top Ten lief und in Hochfilzen den dritten Rang belegte. Sie nahm 2008 an den Juniorenweltmeisterschaften im Biathlon in Ruhpolding teil und erreichte die Plätze 42 im Einzel, 44 im Sprint und 54 in der Verfolgung. National ist bislang der größte Erfolg der Gewinn der Goldmedaille im Staffelwettbewerb mit der Vertretung der Steiermark bei den Österreichischen Meisterschaften im Biathlon 2010 in Hochfilzen an der Seite ihrer Cousine Iris Waldhuber und Fabienne Hartwegers.